# Екибас
Екибас (каз. Екібас) — озеро в Узункольском районе Костанайской области Казахстана. Находится в 16 км к югу от Речное (быв. свх им. Чапаева) и в 5 к западу от села Бауманское.
По данным топографической съёмки 1944 года, площадь поверхности озера составляет 1,02 км². Наибольшая длина озера — 1,7 км, наибольшая ширина — 0,9 км. Длина береговой линии составляет 4,1 км, развитие береговой линии — 1,14. Озеро расположено на высоте 157,1 м над уровнем моря.